# Citheronia saengeri
Citheronia saengeri är en fjärilsart som beskrevs av Berthold Neumoegen 1891. Citheronia saengeri ingår i släktet Citheronia och familjen påfågelsspinnare. Inga underarter finns listade i Catalogue of Life.